# Pelasgus minutus
Pelasgus minutus är en fiskart som först beskrevs av Stanko Karaman 1924.  Pelasgus minutus ingår i släktet Pelasgus och familjen karpfiskar. IUCN kategoriserar arten globalt som otillräckligt studerad. Inga underarter finns listade i Catalogue of Life.